# Pergola
Pergola (it.) er en åben, rumgivende konstruktion ofte udformet som fx en skyggegivende løvgang, f.eks. i en have, i form af dobbelte rækker af fritstående støtter med overbevokset lægtegitter.